# Chambre à coucher

La chambre de Vincent van Gogh peinte par lui-même.

Une chambre à coucher, ou plus usuellement chambre, est la pièce d'une habitation destinée à assurer le sommeil ou le repos de l'habitant, et qui comporte en principe au moins un lit.

## Généralités
Outre le lit, les chambres sont ordinairement pourvues d'autres meubles, essentiellement de rangement, agencés ou conçus pour permettre de s'apprêter, de se vêtir et se dévêtir. Dans cet ordre d'idée, la salle de bain est souvent en communication directe avec la chambre quand elle n'y est pas davantage intégrée, comme c'est le cas dans une suite parentale où elle est souvent accompagnée d'un dressing. Quand le lit, sa table de chevet et l'armoire à linges, voire un cosy, sont d'une même facture et forment un ensemble, celui-ci prend en français le nom de « chambre à coucher », notamment dans les catalogues et les petites annonces. La chambre peut, par l'une ou l'autre de ses fenêtres, procurer une vue sur des scènes ou paysages que l'occupant se plaira à observer de temps à autre.
Des établissements sont spécialisés dans la location de chambres : hôtels ; gîtes ruraux ; centres de vacances, etc. On trouve également des chambres dans les caravanes et les camping-cars spacieux et les grandes tentes de camping.
Le sommeil n'est jamais le seul besoin satisfait dans la chambre. Conçue comme un espace d'intimité et de tranquillité, accommodée pour le confort et l'agrément, la chambre invite son occupant à la détente, voire à l'abandon, ou à la satisfaction de ses désirs personnels. La chambre est le lieu privilégié d'expression de la sexualité et des relations intimes au sein du couple, mais elle est également le cadre habituel de la rêverie, de la méditation, de la prière, ou encore de la récupération de la santé. La chambre se prête aussi bien aux pratiques de mortification qu'aux comportements touchant à la luxure : elle est ainsi transformée en lieu de travail pour la prostitution. 

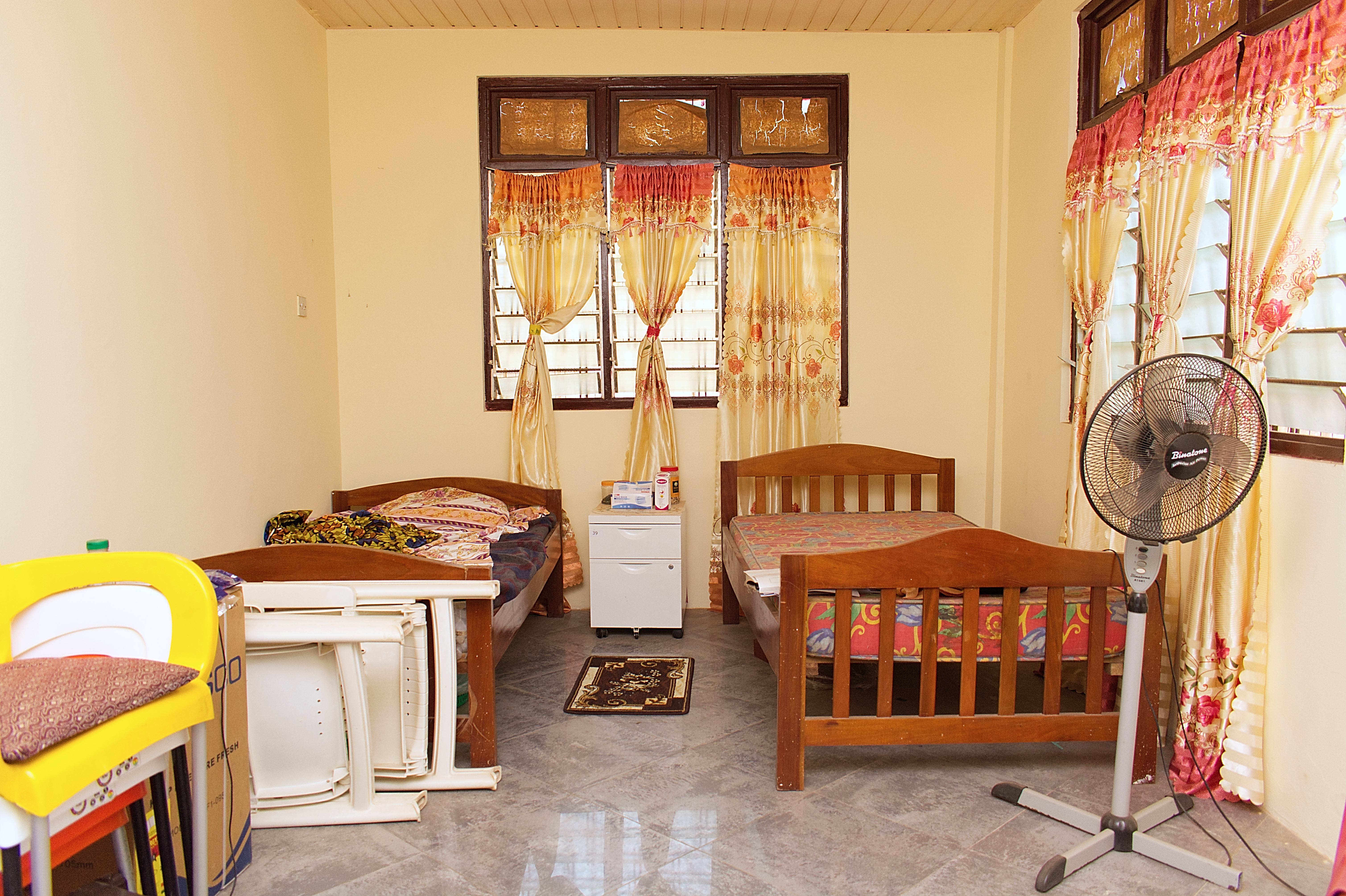
Chambre à coucher à deux lits (Ghana).

La chambre à coucher, comme pièce individualisée, est absente de beaucoup d'habitats traditionnels, où les lits, ou tenant lieu, sont disposés parmi d'autres au sein d'une salle à fonctions multiples (espace domestique monocellulaire). Au contraire, l'urbanisation et l'élévation du niveau de vie ont systématisé le recours aux chambres à coucher : une pour les parents et dans l'idéal, une par enfant. Dans les logements disposant d'espace, il arrive que soit prévue une chambre destinée aux visiteurs, c'est la chambre d'ami. Les maisons dans lesquelles travaillent des domestiques, comportent de petites pièces traditionnellement appelées en France : chambres de bonne, camera di cacina en Italie.
Quand une pièce n'a pas pour vocation principale le sommeil, la pièce n'est pas appelée chambre, mais par exemple cellule pour les moines, les prisonniers, etc. À l'hôpital, on parle de chambre (individuelle ou « à plusieurs ») ; dans un véhicule, bateau ou camion, il est question de cabine, de couchette. Dans les pensionnats et d'autres hébergements collectifs comme les casernes, les chambres sont remplacées par de vastes dortoirs, des cloisons légères et basses permettant parfois une relative diminution de la promiscuité. Les lieux d'enfermement disposent généralement de pièces particulières, se distinguant des autres chambre : en psychiatrie, il s'agit d'une chambre d'isolement ; en milieu carcéral, il s'agit d'une pièce généralement privée de tout confort et isolant au maximum le détenu. En milieu hospitalier, les chambres sont disposées et aménagées en fonction de besoins plus ou moins spécifiques (hygiène, âge du patient, surveillance, etc.).
Outre les tables de chevet et armoires, les chambres peuvent être meublées de miroir, coiffeuse, commode, bureau-secrétaire, guéridon, chaise et fauteuil, table basse, étagères, bibliothèque, chiffonnier, etc. Comme toute pièce, elle peut être équipée en matériel de chauffage ou de climatisation, s'il n'y a pas de cheminée ; de même, outre l'équipement électrique, assurant souvent l'éclairage, on y trouve du matériel électronique (téléphone fixe, radio, télévision, chaîne hifi, ordinateur, etc.) selon les besoins des habitants. On peut également y trouver du matériel lié aux loisirs de l'occupant, les jeux et jouets, ou concernant les arts (ex. : instrument de musique), l'activité physique (exemple : matériel de musculation).
La chambre est décorée et dotée de revêtements selon les goûts de l'occupant et les pratiques locales ; des représentations d'ordre religieux, esthétique (tentures, tableaux, posters, etc.), ou autre, sont habituellement disposés sur les murs ou les meubles.
La chambre, spécialisation de l'espace domestique, est partie intégrante d'une structure architecturale ; elle-même expressive des valeurs propres à chaque culture et donc des structures les plus profondes des mentalités . L'analyse de ses formes est donc à rapporter à l'analyse globale de l'habitat (avec son environnement) dans une société donnée. Les chambres contribuent à la qualité de vie et donc à la valeur des logements : les annonces immobilières en font souvent état, surtout en précisant leur nombre, accessoirement en indiquant leur situation en rez-de-chaussée .
La chambre à coucher est habituellement la matérialisation architecturale du besoin d'intimité : intimité individuelle qui prolonge et complète l'intimité familiale assurée par la maison. Elle est donc étroitement dépendante de la dimension culturelle de l'intimité, notamment dans son histoire et ses usages locaux ; ainsi, au Japon, jusqu'au XXe siècle, « dormir ensemble dans la même pièce plutôt qu'isolément dans des chambres séparées, a toujours été considéré comme plus agréable, plus intime et plus sûr ».
La chambre à coucher, peut aussi être le lieu où les parents envoient leurs enfants quand ils sont punis[réf. nécessaire].

## Dans le monde
- Japon

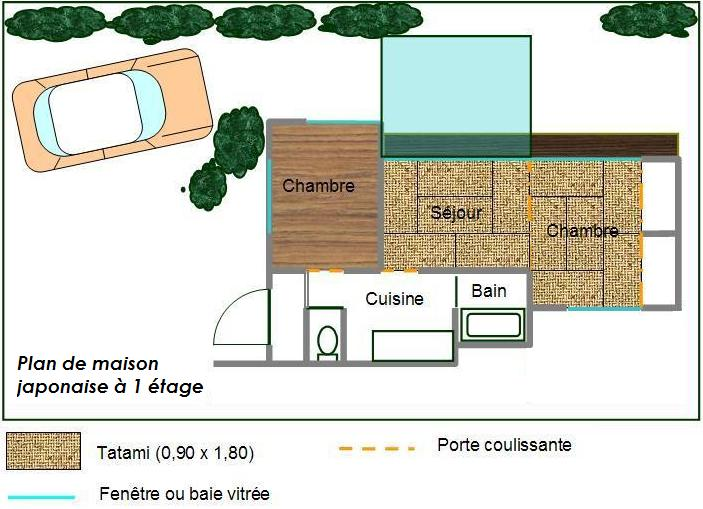
Plan de maison japonaise.

Au Japon, la notion de chambre à coucher est beaucoup moins prégnante qu'en occident, encore moins entendue comme espace privatif et à usage personnel. En effet, l'unité de la maison correspond à l'unité du groupe familial, si important, et les territoires se personnalisent aussi peu que les relations, toutes subordonnées à la cohésion primitive. Cela se traduit par la souplesse de l'affectation des pièces ; « les espaces individuels sont instables : on ne dort pas toujours dans la même pièce, ni surtout au même endroit […] ». Chaque soir, traditionnellement proches les uns des autres, les Japonais déroulent leur futon directement sur les tatamis, puis le rangent le matin dans l'oshiire. L'unité est également confortée par l'emploi de cloisons coulissantes (shoji) garnies de papier de riz, très peu isolantes à tous les points de vue.
Matériellement, la chambre japonaise ou chambre à tatamis, s'oppose à la chambre à l'occidentale puisqu'elle n'a ni porte, ni lit, ni mur en propre ; ce qui achève de la rendre à peine repérable dans l'espace. 
La chambre se situait traditionnellement plutôt à l'arrière de la maison, à proximité du lieu voué aux ancêtres, et à l'opposé de la façade exposée au Sud, au jardin et à l'extérieur en général.
La seconde moitié du XXe siècle a connu une évolution considérable, puisqu'à peu près inexistante jusqu'à la Seconde Guerre mondiale, la chambre à l'occidentale n'a cessé de gagner du terrain dans les constructions nouvelles, au point qu'il existe une nette corrélation entre l'âge d'une habitation et l'existence de chambres de ce type. Les habitudes et représentations n'ont cependant pas évolué aussi rapidement.
Il existe dans les villes les plus densément construites, une forme d'hôtel essentiellement constitué d'un empilement de loges, « chambres » individuelles, si exiguës qu'elles ne permettent guère plus que de s'y allonger pour dormir.
- Les touaregs du Niger

Les touaregs, nomades ou sédentaires, utilisent plusieurs habitats, et donc de chambres ou tenant lieu :
- des tentes en nattes ou en peaux de chèvres dont l'espace est plus ou moins structuré, mais sans matérialisation de chambres ;
- des maisons en banco (argile) ;
- des paillotes (tatgham), coniques et pourvues de deux à trois portes (utilisées en fonction du soleil), utilisées le jour par les femmes et la nuit par les enfants ; (quand ces paillotes n'ont qu'une porte, il s'agit de réserves) ; une variante est l'adada ;
- des abris quadrangulaires et à toit plat, ouvert sur un des deux petits côtés, les tijira, polyvalents, ils servent au coucher des gens de passage[8].

## Histoire de la chambre à coucher en Europe

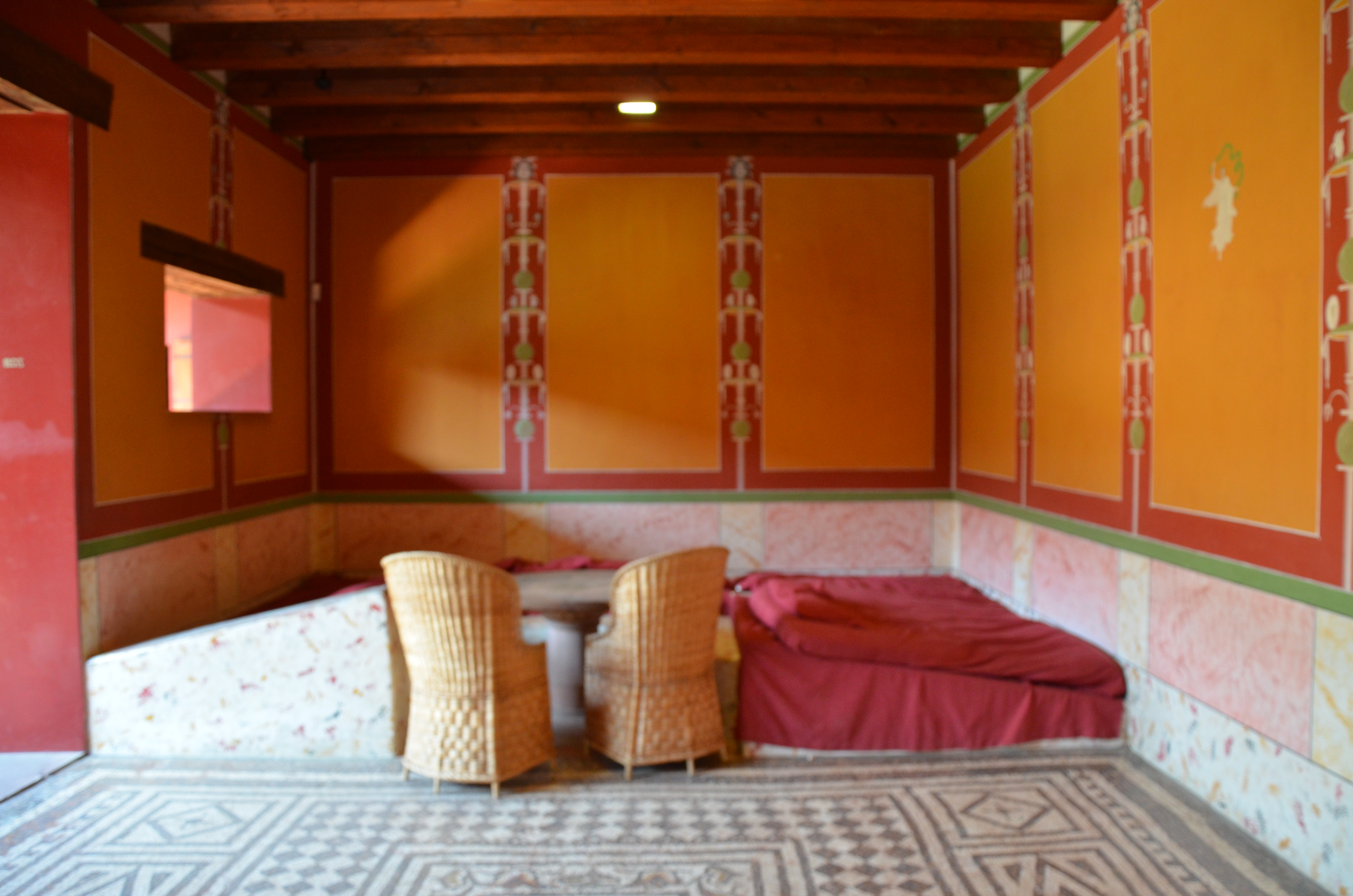
Reconstitution du la d'une villa romaine.

L'aménagement d'une pièce principalement destinée au coucher ne s'est pas répandu comme nécessité et modèle social au même moment, dans les différents milieux et les différents pays. Cette caractéristique de l'habitat s'est d'abord développée au cours de la Renaissance en Europe (qui voit la prise en compte de l'intimité et le début de privatisation de la chambre) dans l'aristocratie et les élites disposant d'un certain luxe, et beaucoup plus tardivement dans les classes laborieuses. L'architecture permet de suivre la place attribuée selon les temps et les lieux à cet attribut des habitations, et pas uniquement sur terre puisque les vaisseaux comportaient des chambres pour les officiers de rang supérieur.

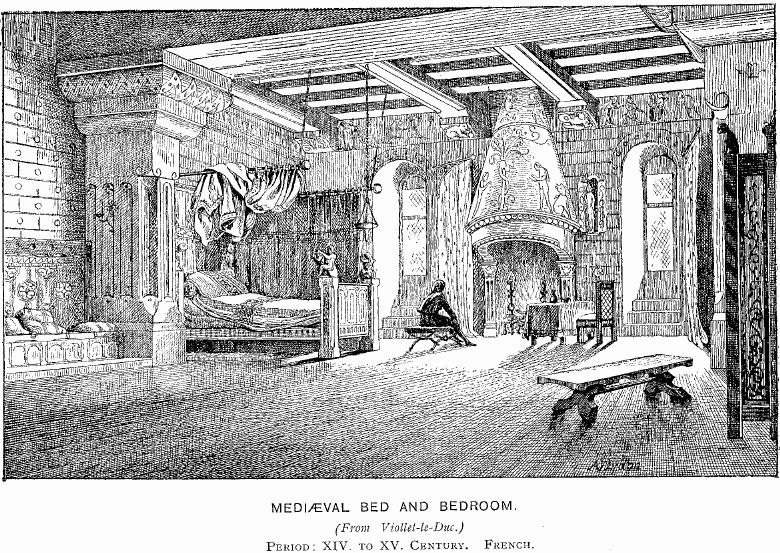
Chambre à la Renaissance.

Ce que l'architecture peut nous apprendre sur les chambres d'une habitation et de leur usage probable, le jour comme la nuit, doit être corrigé en raison de l'existence probable de divers domestiques (aussi bien chez des nobles, bourgeois que chez des paysans aisés) dans la maisonnée, hommes et femmes (appelés chambrier et chambriere lorsqu'ils sont dédiés à cette fonction). En effet, ceux-ci, particulièrement les femmes, passaient ordinairement leurs nuits dans la maison, soit où le maître le désirait, soit où ils pouvaient, n'ayant généralement ni chambre ni endroit qui leur soit attribué en propre. Les hypothèses sur l'occupation des espaces sont ainsi brouillées par la possible présence d'un ou plusieurs domestiques, pour la seule convenance des maîtres ou, au contraire, relégués dans le cellier, la cuisine, le grenier ou quelque recoin servant déjà de débarras ou de réserve. Côté nocturne, un tel pouvait passer la nuit en travers de l'entrée de la chambre pour contribuer à la sécurité ; une telle pouvait avoir sa propre chambre de bonne dans une maison bourgeoise, partager la chambre de sa maîtresse, voire le lit de son maître en l'absence de celle-ci avec les innombrables amours ancillaires ; plus généralement, quasi-indispensables et très proches des maîtres, il ne faut pas les croire absents de la vie qui se déroule au quotidien dans les chambres ; observation qui s'applique antérieurement aux esclaves ou serfs, tels que les esclaves femmes des villas des Romains.
Dans les villas gallo-romaines, les chambres, nombreuses et petites, entourent les espaces intérieurs aux formes proches du carré.
Dans l'habitat campagnard ultérieur, les chambres apparaissent par spécialisation progressive d'un unique espace de vie ; le lieu du sommeil se différencie de l'ensemble en même temps qu'il s'isole par des aménagements plus ou moins importants. Chez le paysan, il faudra attendre parfois le XIXe siècle pour qu'une pièce de ce nom commence à devenir la norme. Dépourvue de toute ébauche de chambre, la maison-longue abritant de part et d'autre le bétail, les maîtres et leurs domestiques, appelée pour cela maison mixte, évolue au long du Moyen Âge par une séparation croissante entre les animaux et les humains, entrées séparées et édification de murs-cloisons, appelés mur de refend. Selon les régions, pays, classes sociales, le principe d'une séparation du lieu du sommeil du reste du logement s'impose à des époques variables, donc avec un décalage plus ou moins important avec la partition analogue qui se produit de son côté dans l'habitat de la noblesse féodale. 
La partition salle/chambre est plus claire au niveau architectural, surtout quand elle est corroborée par le mobilier recensé dans les inventaires après décès, que dans l'ordre des usages et des représentations. Il est courant que le langage et le vocabulaire spécialisé s'appuient sur des couples de termes référant à deux types nets et opposé de pièce, ainsi en France, « à la distinction chas-chambre, courante dans la France du Nord, correspond à Montaillou, la distinction foganha-chambre », alors qu'une analyse plus large montre une distinction beaucoup moins nette du rôle de chacune, au point que les termes soient inversés et pris l'un pour l'autre. Ce sont les mœurs qui se calquant rarement sur une simple opposition jour/nuit ou activité/sommeil, maintiennent une polyvalence notamment dans la chambre. Ainsi, par la diversité de ses usages, la présence d'un lit, même imposant, ne suffit pas à qualifier la pièce de chambre : ce n'est pas dans cette pièce qu'autour du XIIe siècle celui qui pénétrait dans une demeure aristocratique avait la sensation de se trouver bien qu'il soit en face du lit du seigneur. Cela est possible parce que « le lit central qu'on y trouve, sert à la parade et à l'entretien autant et plus qu'au repos nocturne ». De plus, le terme de chambre, du latin cămăra (« plafond voûté »), du grec ancien καμάρα, kamára (« voûte, chambre voûtée », désigne à l'origine toute pièce voûtée d'une demeure, d'où la difficulté pour les historiens de différencier la chambre de la chambre à coucher. 
Dans l'élite politique et économique, ou tout autre existence reposant sur une forme de clientélisme, la chambre naît quand un espace la sépare de l'entrée principale et opère une sélection des personnes en fonction de leur caractère intime ; quelles que soient l'intensité et la diversité de la vie qui s'y déroule, la fonction de cet espace - communément appelé « la salle » - est ainsi d'être avant tout symboliquement ou pratiquement une antichambre, un espace où se déploient les limites particulières des divers inconnus et des multiples habitués de la demeure. Dans les palais, antérieurement aux usages de la bourgeoisie urbaine, la chambre s'esquisse en arrière-plan, comme arrière-salle de la salle d'audience et de réception tournée vers l'extérieur ; la séparation pouvant n'être matérialisée que par quelque tenture ou dispositif plutôt symbolique. 
Une fois la chambre relativement protégée par la salle, elle s'apparente au cœur du territoire et du pouvoir de son propriétaire, et celui-ci y rassemble les éléments matériels les plus précieux à un titre ou à un autre à l'abri de divers coffres eux-mêmes dotés souvent de multiples clés. La pièce se couvre ainsi du prestige lié à la réunion de ces signes ou formes de richesses ou de pouvoir, comme cela est particulièrement net dans les palais royaux. Dans ces conditions, à l'imitation des usages des rois, il est habituel que se tiennent dans la chambre des grands seigneurs des séances d'une certaine solennité, comme la signature de contrats ou la rédaction d'actes liés à la famille, au besoin avec l'assistance de notaires. 

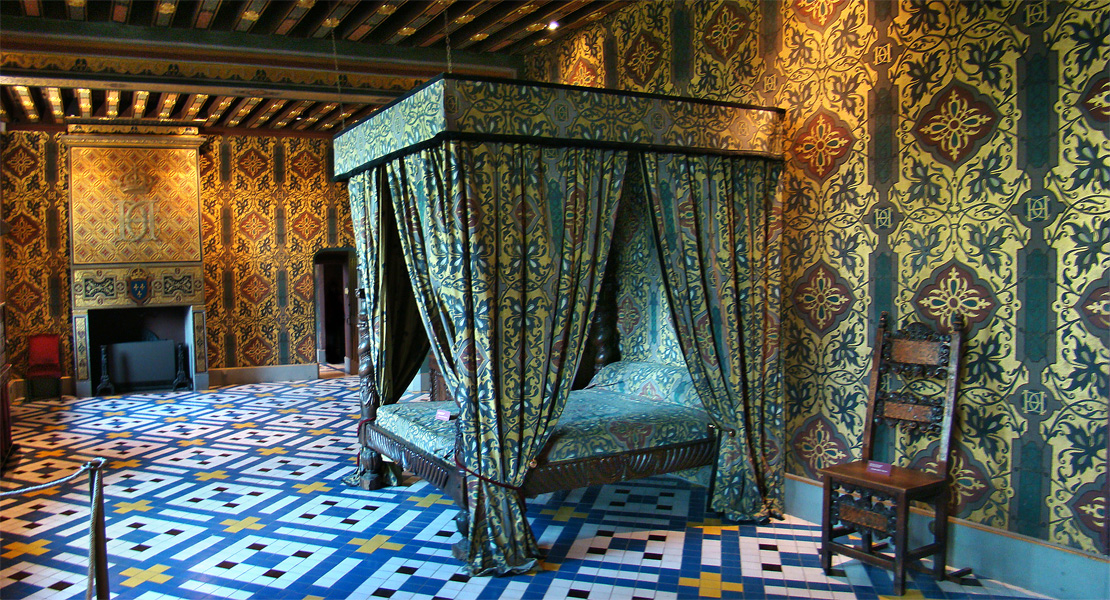
Château de Blois. Chambre de la Reine.Restauration par Félix Duban en 1845

Dans les châteaux-forts, la chambre à coucher pouvait constituer l'espace le plus sûr, le plus difficile à atteindre : « dans les donjons, il y avait la chambre du châtelain, qui se trouvait toujours près du sommet et bien munie ; quelquefois même on ne pouvait y arriver que par des couloirs détournés, ou au moyen d'échelles ou de ponts volants que l'on relevait la nuit » observe Viollet-le-Duc, indiquant plus loin que les chambres étaient autant que possible placées à l'angle des bâtiments, [...] en communication avec une tourelle qui servait de boudoir ou de cabinet de retraite. Cependant, dans ces châteaux, l'identification sûre de chambres n'est pas aisée, compliquée encore par la répartition de la vie entre le donjon et le reste de l'édifice. 
Dans l'habitat urbain, la genèse de la chambre par scission d'une pièce à usage unique est plus confuse : d'une part en raison de la verticalité architecturale et la disposition d'étages multiples, et d'autre part en conséquence de la spécialisation professionnelle du rez-de-chaussée ; les ateliers et boutiques imposent la rationalité de l'activité sur la distinction du public et du privé. D'autre part, les familles modestes disposèrent longtemps d'une seule pièce ; c'est, selon Raymond Cazelles, la situation à Paris au début du XIVe siècle.
Du côté de la population la plus pauvre, disposer d'un lit, ou même seulement en partager un à deux ou trois, était déjà un idéal auquel plus d'un renonça de longue date, résigné à passer ses nuits dans les granges et greniers, emplis de foin ou de paille, ou dans l'écurie et sa chaleur animale. De plus, selon les époques, le retard de la construction immobilière sur le développement de la population, amenait à des improvisations durables de lits sommaires disposés partout où cela était possible. En Haute-Vienne, en 1850, une séance du conseil général évoque cette question du coucher dans le cadre des conditions de logement habituelles : « Dans le grenier, il est commun de trouver quatre, cinq et six lits ». 
Dans les maisons de laboureur à étage du pays messin, développées en profondeur comme à Rodemack au nord ou Ommeray au sud, les exigences de l'agriculture ont donné une habitation typiquement structurée autour d'un couloir central reliant la cour de devant et l'arrière. De petites chambres se situent habituellement à l'étage dans la travée d'habitation (moitié gauche du bâtiment) en regard du grenier, au rez-de-chaussée une chambre - le disputant à un usage de cette pièce en cellier - existant en arrière de la maison du même côté, après la cuisine réduite à un foyer et sans fenêtre. La pièce symétrique sur l'avant était appelée la Belle chambre, bien que dépourvue de lit et destinée notamment aux hotes.

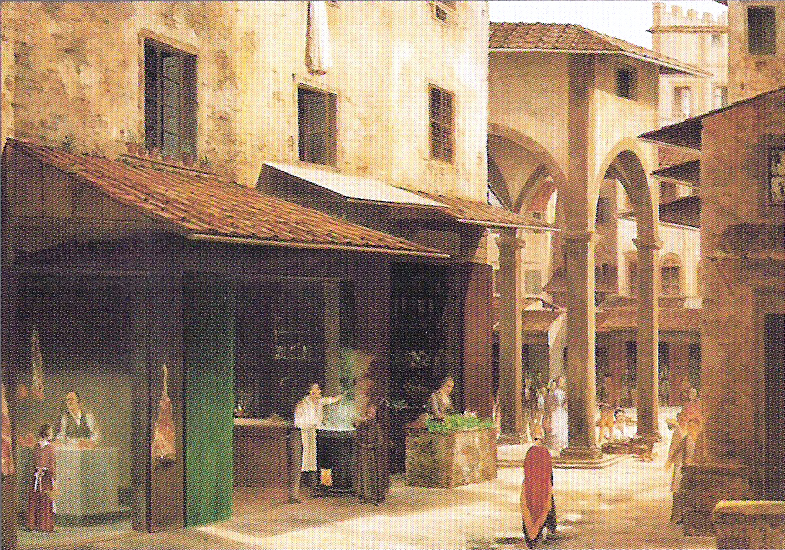
« Vue de la vieille Florence »
Fabio Borbottoni XIXe siècle.

L'architecture toscane de la fin du Moyen Âge est conforme à un schéma de base général, à savoir la juxtaposition systématique de deux pièces : la salle (sala) et la chambre (cambra), aux attributions radicalement différentes, la chambre reprenant une grande part de celles de la salle commune des campagnes françaises, à commencer par la possibilité d'une nouvelle partition pour y créer une chambre complémentaire. Ce schéma est suivi dans l'habitat paysan, même modeste ; il est adapté dans les villes et bourgades par les artisans et boutiquiers avec le luxe de chambres supplémentaires. Finalement, ce couple indissociable est à la base des maisons à double-exposition (rue/jardin) qui encadrent les rues de Florence et des autres villes : en effet, sur plusieurs étages, la partie salle de chaque logement donne généralement sur la rue à l'opposé de la chambre qui donne sur les cours et jardins, surtout s'il s'agit d'une chambre de femme. 
La chambre médiévale toscane est la pièce de vie, pleine d'usages comme elle l'est physiquement de coffres divers ; leur nombre étant représentatif de la fortune des habitants. Ils sont disposés autour du lit, formant parfois un piédestal, et, par leur disposition et contenus, ils organisent en partie les usages divers de la chambre en relation avec une multitude d'objets. Au milieu de tout cela, « à la campagne, comme à la ville, partout le lit est le meuble de base, le meuble-roi », autour du XIVe siècle. Déjà lui-même d'une grande largeur, de 1,70 à 3,50 m., augmenté de sa bordure de coffres, il peut encore être, doté de boiseries sculptées (haut de lit, baldaquin), et de textiles (courtine, courtepointe).

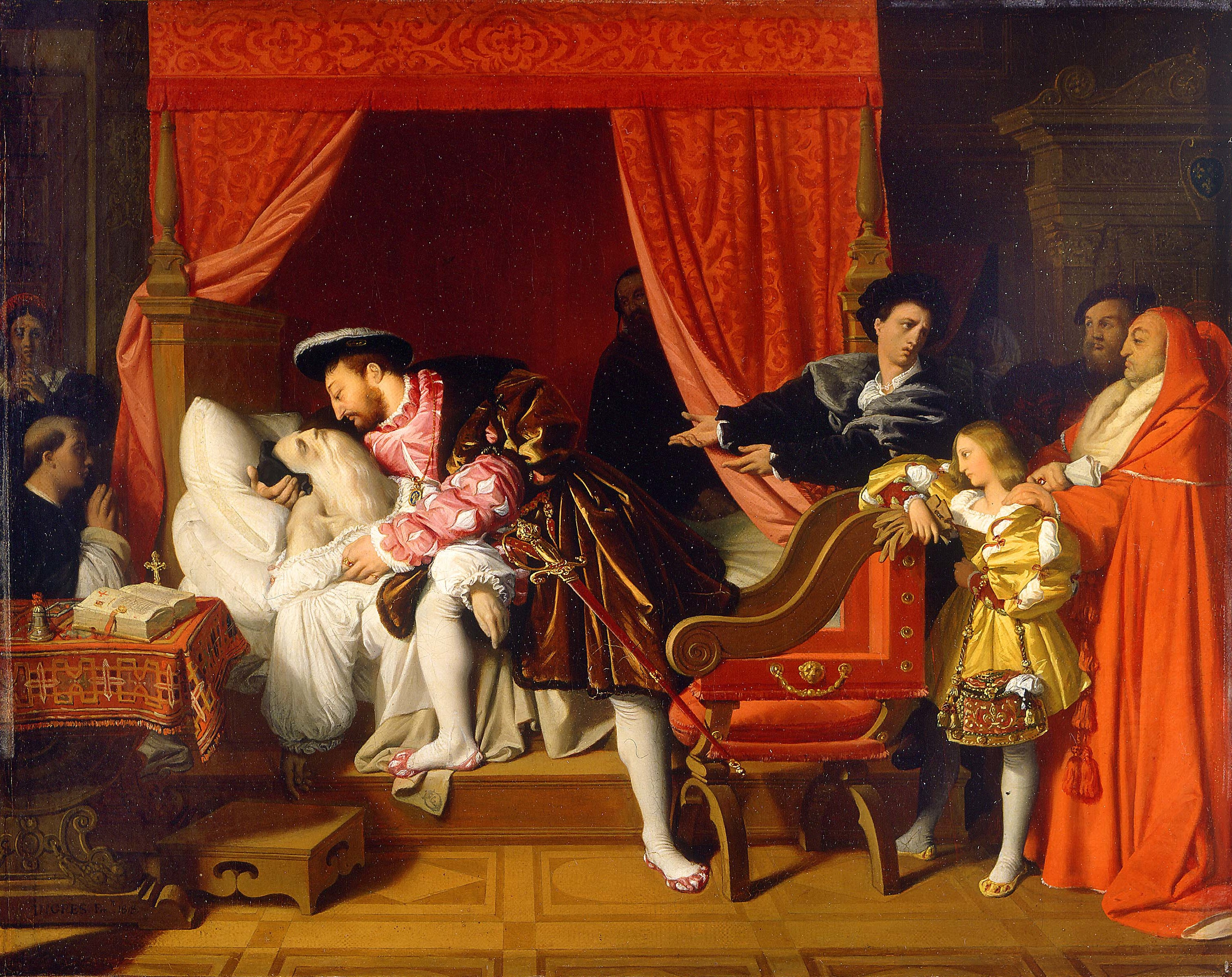
La mort de Léonard de Vinci par Ingres, montrant Léonard de Vinci mourant dans les bras de François Ier, événement contesté par les historiens.

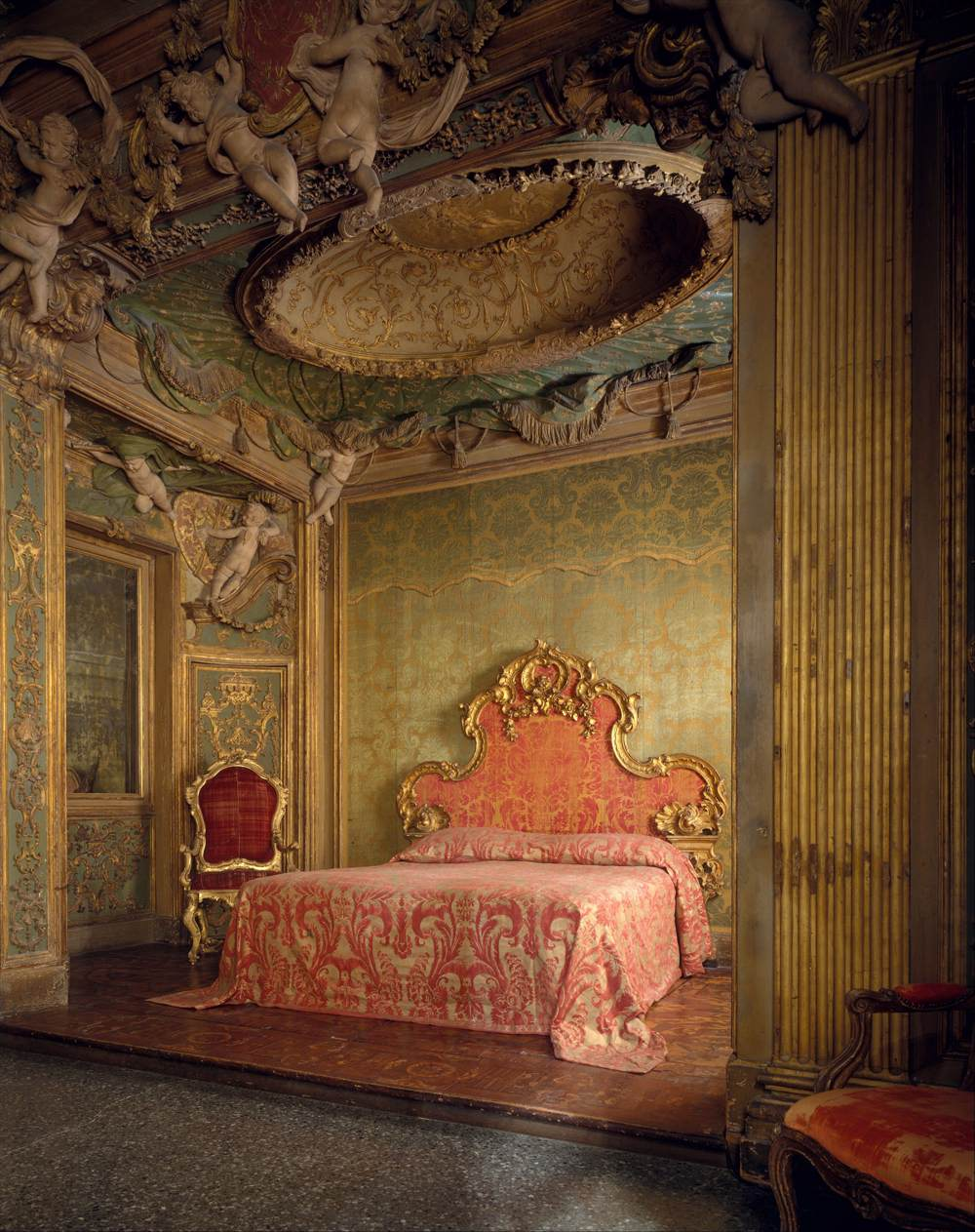
Chambre à coucher du Palazzo Sagredo, Venise, Abbondio Stazio of Massagno, Carpoforo Mazzetti, 1718 - Reconstruction au Metropolitan Museum of Art

Dans l'habitat de l'élite française de haut rang, du niveau des maisons épiscopales, on constate vers le XIVe siècle une évolution supplémentaire de la chambre par une nouvelle partition, inscrite dans l'architecture et le vocabulaire. Probablement encore trop publique, la chambre s'est dédoublée en une chambre de parement (ou chambre à parer) qui conserve la dimension publique en dépit du lit de parade toujours aussi ostentatoire, et la chambre de retrait (retrocamera) qui réunit les attributions privées, donnant elle-même accès à de petits espaces fonctionnels (garde-robe, lieu d'aisance (chaise percée), oratoire ou espace d'étude ou de méditation). Au niveau le plus élevé, royal notamment, cet espace strictement intime peut encore se différencier par la disponibilité d'une chambre pour chaque élément du couple. 
Quand elle n'est pas une pièce majeure déterminant une architecture-type, l'avènement de la chambre à coucher résulte du « désir d'un coin à soi » au sein de la maison au sens large, domesticité et voisinage immédiat compris. À un moment donné, l'individu ne se satisfait plus de l'accumulation en une salle indifférenciée, des divers besoins des différents habitants et de leurs animaux domestiques, et émerge l'impératif besoin d'un « espace individuel » préservé, et plus tard d'un « espace privé », cette fois réservé et intime. De multiples facteurs participent à l'émergence de ce besoin et règle sa priorité dans une culture donnée : évolution des besoins et mentalités, hausse du niveau de vie, influence de modèles extérieurs, etc. Pour la France, Viollet-le-Duc conçoit cette évolution entre le XVe siècle et le XVIe siècle.
Le mouvement de structuration de l'espace selon les exigences du quant'à soi, de l'autonomie, etc., s'est poursuivi à l'intérieur même de la chambre, autour du lit généralement, une fois celle-ci systématisée. Ainsi, « chez les Français des XVIe et XVIIe siècles, la ruelle, c'est-à-dire l'espace entre le mur et le lit, était connu pour être particulièrement intime. » Plus généralement, comme lieu le plus éloigné de l'extérieur, protégé des familiarités courantes, le propriétaire tend à placer à sa proximité immédiate ce qui importe le plus à ses yeux : lettres et photos, documents très personnels, argent et objets précieux, souvenirs, ouvrages choisis, etc.

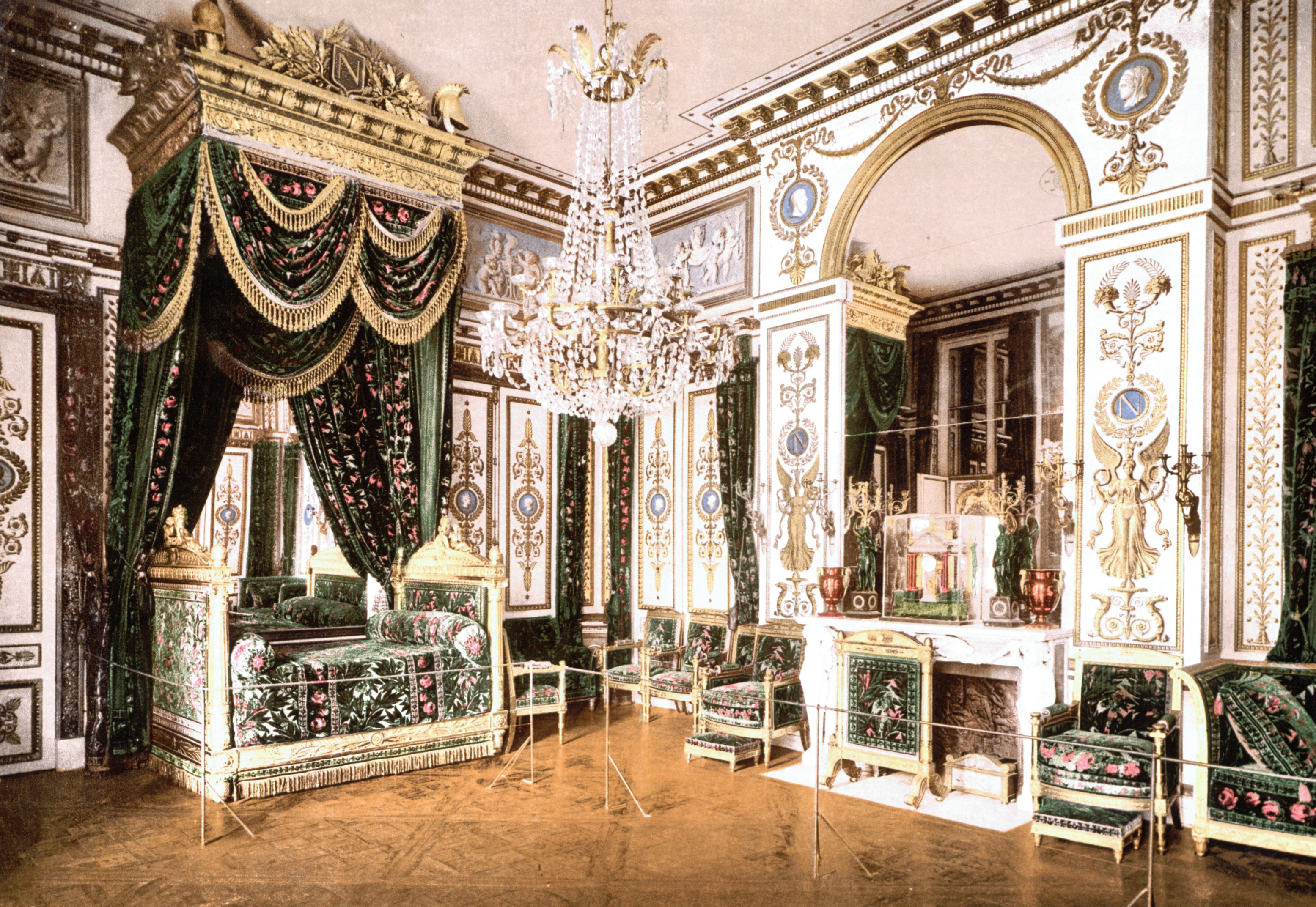
Chambre de Napoléon dans le château de Fontainebleau.

Au niveau des mentalités, les changements d'attitude vis-à-vis de l'intimité et de la sexualité ont pu faire considérer comme une nécessité la possession d'une chambre, les palliatifs ne suffisant plus (Lit-clos, lit à baldaquin, etc.). En arrière-plan de ces variations des mentalités, la religion décide d'une bonne partie des représentations actives et des justifications données aux innovations : ainsi dans un pays catholique comme l'est la France, « le voile épais jeté sur la moindre manifestation sexuelle, à partir du début du XIXe siècle, se concrétise par la spécialisation d'un endroit sacré, la chambre conjugale, temple de la génération et non de la volupté ».
Dans une première époque, les pratiques et dispositifs qui avaient permis une intimité de base dans la salle commune se sont déplacés tels quels à la chambre à coucher, notamment les lits enclos d'une quelconque façon se sont maintenus longtemps, jusqu'à ce que d'autres facteurs décident leur obsolescence. Ainsi dans la seconde moitié du XIXe siècle, « dans les appartements bourgeois, s'il n'y a plus de rideaux au lit, c'est que toute la chambre est vouée au coucher », c'est-à-dire l'espace strictement réservé à celui qui y dort, à quelque moment que ce soit et en toute circonstance.
Une fois que les parents ont joui des avantages d'une pièce dédiée au sommeil et à l'intimité, ils étendent spontanément l'idée aux enfants éventuels et envisagent la possibilité d'une « chambre d'enfant ». Il a pu donc y avoir préalablement une séparation fonctionnelle des pièces (salle à manger/salle de coucher), avant leur individualisation (chambre conjugale ; chambre des enfants, puis chambre(s) individuelle(s)). Illustration de ce processus à la fin du XIXe siècle : « dès qu'ils le peuvent, les ouvriers séparent désormais le coucher des parents de celui des enfants. » D'ailleurs la plupart des parents de nouveau-né doivent considérer un moment ces questions et décider des moments et de l'âge où il convient de placer le nourrisson hors de leur chambre, puis de lui fournir le luxe d'une pièce personnelle.
Dans les sociétés comme celle de la France des XVIIIe et XIXe siècles, l'intérêt de la chambre d'enfant est apparu tardivement : en effet, une fois terminé l'office de la nourrice, l'enfant des classes aisées était la plupart du temps placé en pensionnat. Concernant les berceaux, Viollet-le-Duc note que celui-ci était placé dans la ruelle. Une décennie plus tard, entre la future épouse et l'enfant, la jeune fille de bonne famille ne s'imaginait pas sans la possession et l'appropriation d'une chambre personnelle satisfaisant une bonne part des conditions de son épanouissement : la « chambre de jeune fille » temple de sa vie privée avec « Le petit oratoire d'angle, la cage de l'oiseau, le vase de fleurs, le papier qui imite la toile de Jouy, le secrétaire qui renferme l'album et la collection de lettres intimes, au besoin la bibliothèque [...] ». 

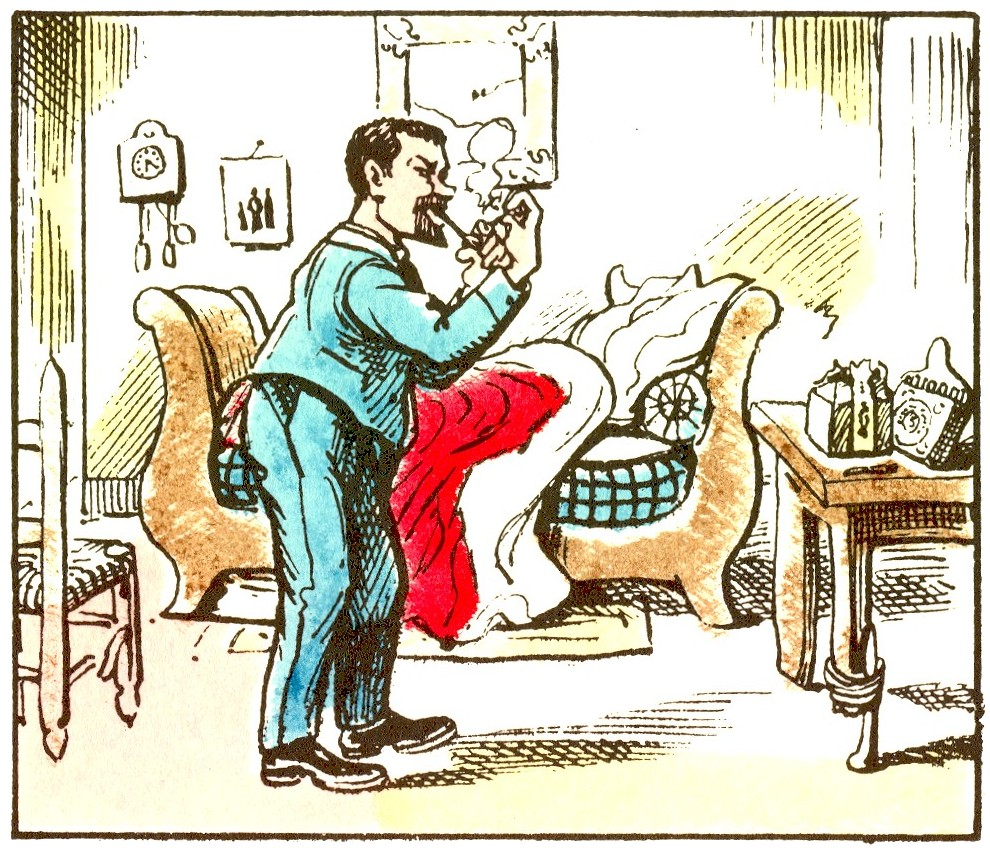
En France, la chambre conjugale d'un prolétaire selon une image d'Épinal.

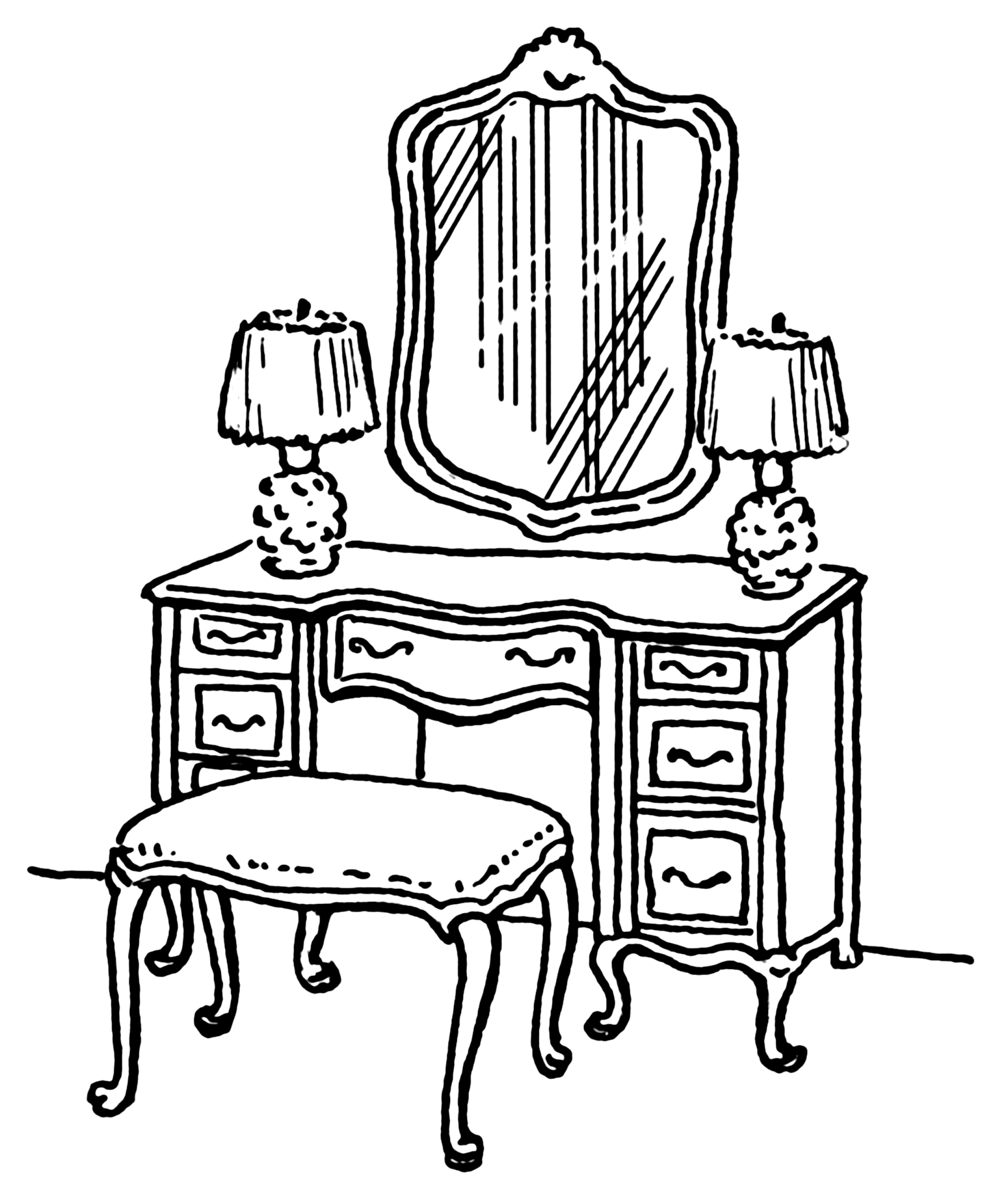
La coiffeuse, meuble commun des chambres bourgeoises.

En France au moins, la chambre à coucher individuelle est apparue peu à peu comme une quasi-norme architecturale au cours du XIXe siècle : elle cesse d'être considérée comme un luxe et répond à de nouveaux impératifs, notamment hygiénistes. L'importance accordée à la respiration et à l'oxygène depuis Lavoisier sur fond des ancestrales préventions contre les exhalaisons plaide sans discontinuer pour l'élimination de toute promiscuité et la possession d'espaces individuels d'un volume adéquat. Bien que des inconvénients soient évoqués concernant la sexualité, sans parler de préjugés concernant l'eau, la chambre est également considérée comme favorable à l'hygiène du corps maintenant libéré (provisoirement) du regard d'autrui. Les nécessaires de toilette font partie du mobilier usuel, complété selon le standing et l'époque par une baignoire mobile ; les ménages plus modestes se contentant du rustique baquet ou s'équipant à la fin du XIXe siècle du tub, métallique et pratique.
Les préoccupations sociales liées à la condition ouvrière des villes tendent à faire bénéficier toute la population des avantages que la petite bourgeoisie cultive dans l'amélioration constante de son habitat, écoutant à l'occasion les « hygiénistes qui dictent les volumes, conseillent l'élimination des domestiques et du linge sale ». L'architecture urbaine, essentiellement vétuste, se prêtant mal aux radicales transformations, la nécessité de chambres a motivé, non loin des idées des utopistes et de leurs cités idéales, la promotion à partir du milieu du XIXe siècle en France, d'une maison-modèle reproductible à l'envi sur des terrains de la périphérie. Le deuxième étage de ce pavillon était voué aux chambres, au-dessus de la cuisine et salle principale, et en dessous du grenier. Leur coût devait les rendre accessibles aux ouvriers ; ce statut et rôle de propriétaire étant de surcroît considéré comme stabilisant et tranquillisant du point de vue des revendications de classe. Une initiative des plus constructives et des plus imitées fut celle développée à Mulhouse durant le Second Empire, aboutissant en 1895 au total de 1 240 maisons, soit 10 % de la population.
Depuis la ville, ses quartiers pavillonnaires et ses lotissements de banlieue, la disposition d'une chambre se diffuse lentement jusqu'aux campagnes les plus isolées, selon les voies de communication et l'enrichissement de la paysannerie. L'intimité conjugale ne se satisfait plus comme dans un premier temps, celui de la « génération des parents », de « l'adjonction de rideaux, de tentures, voire de l'édification de cloisons », mais seules les fermes françaises les plus riches comportent à l'aube du XXe siècle une vraie chambre. À partir de cette situation, l'innovation va s'étendre tout au long du siècle, avec une phase plus intense entre les deux guerres mondiales, par la création d'au moins une chambre dans toute ferme, quelle que soit son importance. Il subsistera cependant en fin de siècle, ici et là, d'antiques habitations rurales à salle commune où seuls la télévision et l'équipement électrique trahissent le changement d'époque.

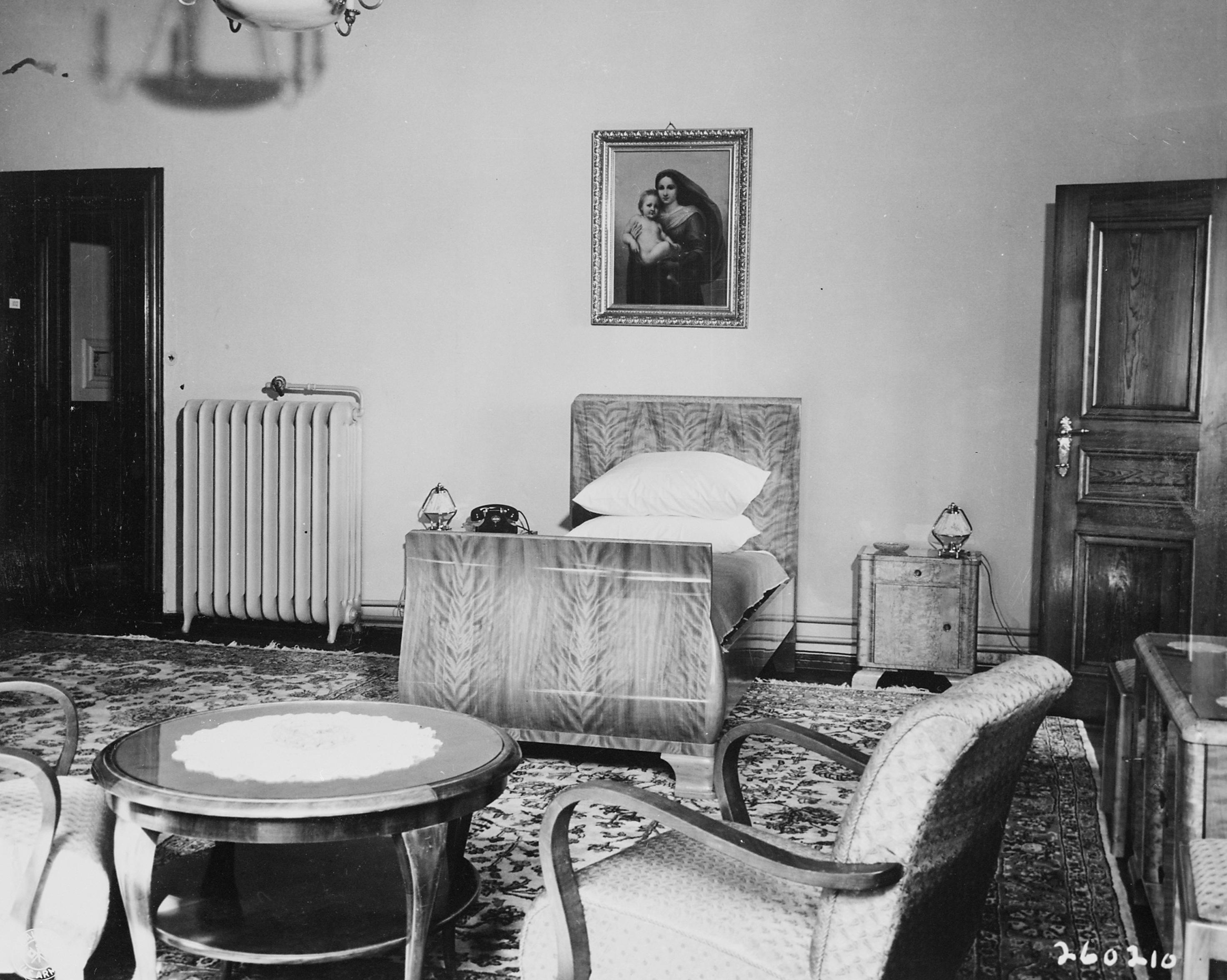
Chambre occupée en 1944 par le Président Harry Truman lors de la Conférence de Potsdam.

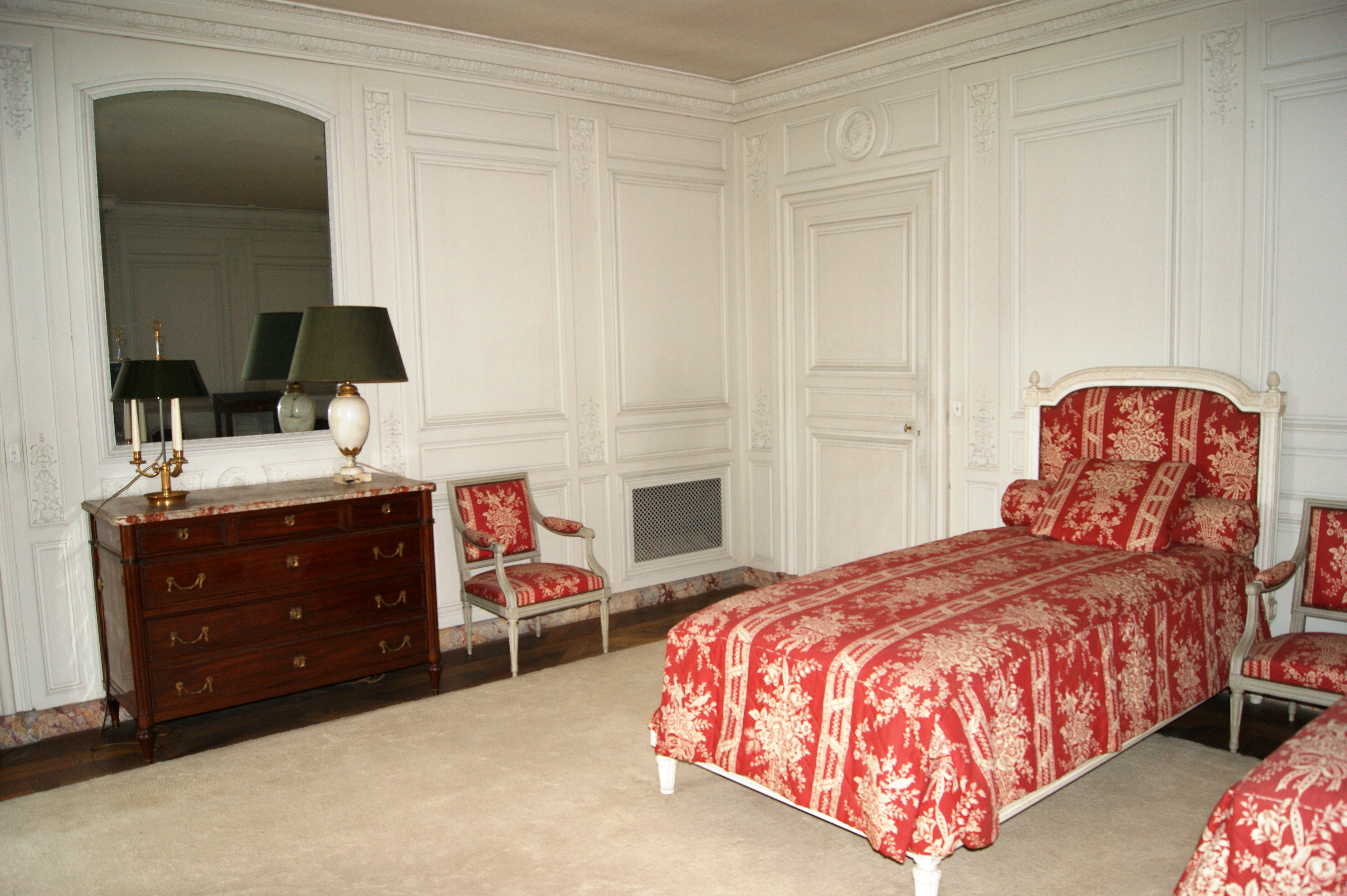
Chambre du Général de Gaulle - Grand Trianon

En Finlande, c'est dans la première moitié du XXe siècle qu'émerge, guidé par des considérations d'hygiène de vie, un logement-type tripartiste (cuisine ; salon ; chambre), le deux-pièces-cuisine. Orientée par l'intérêt festif, la cuisine équipée est largement ouverte sur le salon, la chambre étant en communication directe, sans couloir ou retrait. Par la suite, l'existence de chambres pour les enfants sera l'une des évolutions majeures des logements modernes . 
Aux Pays-Bas, les chambres et la salle de bain n'existent pas au début du XXe siècle « excepté dans les maisons de l'élite et de la plus haute bourgeoisie » : un lit pouvait se trouver dans la salle de séjour, mais les lits étaient habituellement placés sous la toiture. 

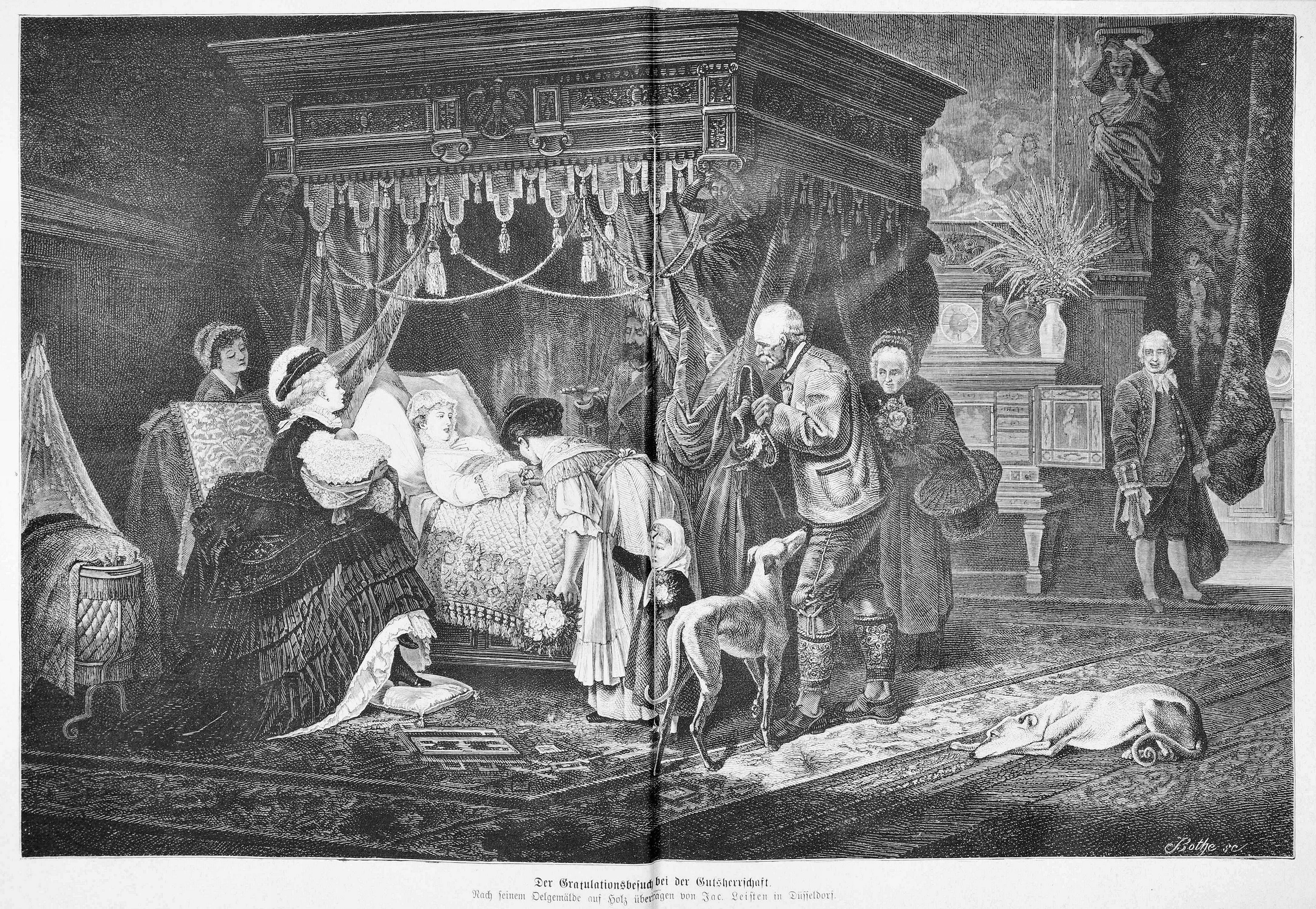
Les visites - gravure de Ernst Keil's Nachfolger, Allemagne 1877.

La notion d'intimité a fluctué elle-même au sein de la chambre à coucher, souvent sans distinction de milieu ou de classe sociale. L'évolution des mœurs sur l'ensemble d'une culture se traduit par un consensus sur ce qui est autorisé dans une chambre, à commencer par la possibilité ou non d'y pénétrer. La relation à l'autre, quand cet autre peut être un autre membre de la famille (c.-à-d. aïeul), un domestique, un ami, est subtile et susceptible d'évolutions rapides, provoquant des changements d'habitudes. Par exemple, même quand la chambre est close l'essentiel du temps, une naissance ou au contraire une agonie peuvent faire tomber barrières symboliques et conventions : le voisin à peine salué peut dans ces circonstances rendre hommage à la jeune mère ou participer à la veille du mourant. En cas de décès, la chambre pouvait être apprêtée selon le rite religieux et devenait la chambre mortuaire.
Comme espace personnel, la place donnée à sa chambre par son occupant dans sa propre vie est variable, surtout s'il dispose de loisir, et l'entourage proche, comme la tradition, prend acte de cette faculté et s'adapte généralement à cette liberté. D'un côté, si de nombreux tableaux témoignent de l'habitude des maîtresses de maison de fermer à clé la chambre, autres représentations et de nombreux récits attestent au contraire qu'à la manière des rois, de nombreux personnages, artistes notamment, recevaient tous leurs visiteurs autour de leur lit, la chambre étant alors conçue comme un salon. Même au XXe siècle, l'écrivain Joë Bousquet, certes handicapé, a entretenu de nombreuses amitiés pendant des décennies sans quitter son lit. À l'opposé, dans l'essai qu'elle publie en 1929 - Une chambre à soi - Virginia Woolf définit comme condition sine qua non la possession d'une chambre personnelle, lieu protégé de toute perturbation et dérangement, pour le développement de la vocation littéraire  des femmes, une fois celles-ci libérées des charges domestiques et soucis professionnels.
Le statut très particulier et toujours un peu archaïque du domestique a obligé les maîtres à fixer des règles quant'à leur place et leur rôle éventuel dans la chambre. Là aussi, la fantaisie ou pouvoir discrétionnaire de l'occupant sont admis entre la plus grande familiarité envisageable et l'interdiction drastique ; liberté qui associée au souci croissant de l'intimité, a conduit cette pièce à être la première où la domesticité a été exclue. Dans ces conditions, le soin d'une tâche est problématique : qui ?, de la maîtresse de maison ou d'une des domestiques, doit s'occuper de « faire le lit » ? et s'ingérer dans le périmètre le plus intime de l'espace réservé qu'est devenue la chambre ; la réponse a varié en fonction des personnes et des usages.
S'il est un élément ambivalent dans la chambre à coucher, c'est bien la fenêtre, au moins en certains lieux et époques. En effet, ce qui en sort, peut aussi bien y rentrer, que ce soit froid, chaleur, regards, voire personne mal intentionnée, et il est difficile d'en avoir les avantages sans les inconvénients, par exemple de voir sans être vu. Après les volets de bois, l'emploi de papier huilé ou de textile léger, les panneaux de verre fixes ou mobiles procurèrent un net confort surtout à partir du XVe siècle. Ces questions intervinrent dans l'orientation habituelle des chambres par rapport à la rue, avec ces nuisances mais avec son animation. « Il semble que les chambres les plus appréciées étaient côté rue et non côté cour », particulièrement par les femmes, pour peu qu'elles soient confinées dans l'espace domestique : « La fenêtre est en effet le grand divertissement et la grande attraction, merveilleusement ouverte comme elle l'est sur la rue ».

## Dans l'art
- Littérature

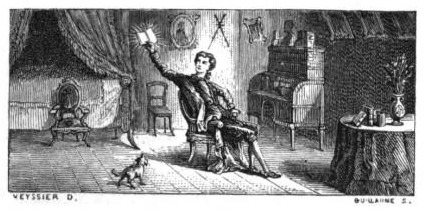
Voyage autour de ma chambre ; gravure de B. Guillaume (XVIIIe siècle).

  - Xavier de Maistre, Voyage autour de ma chambre, première édition Chambéry - 1794, Jules Tardieu, Paris 1862.
  - Plusieurs énigmes en chambre close
- Essai
  - Michelle Perrot, Histoire de chambres, prix Femina essai 2009.
- Peinture

- Sculpture

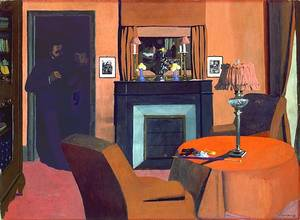
La Chambre rouge
Félix Vallotton - 1898.

  - En mai 2011, une chambre, occupant compris, a été réalisée en chocolat dans un hôtel de Paris par le chocolatier Patrick Roger à la demande de Karl Lagerfeld pour une campagne promotionnelle de la marque Magnum.